# Песчаный бычеглаз
Песчаный бычеглаз, или окунь «бычий глаз» (лат. Priacanthus arenatus), — вид лучепёрых рыб из семейства каталуфовых (Priacanthidae). Морские бентопелагические рыбы. Представители вида широко распространены в тропических и субтропических районах Атлантического океана. Максимальная длина тела 50 см.

## Описание
Тело высокое, яйцевидной формы, сжатое с боков. Высота тела укладывается 2,5—3,1 раза в стандартную длину тела. Передний профиль головы слегка асимметричен, окончание выступающей нижней челюсти обычно выше средней линии тела. Мелкие зубы на челюстях, сошке, нёбных и предчелюстных костях. Колючий шип на углу предкрышки редуцирован или отсутствует у особей длиной более 125 мм. На первой жаберной дуге 28—32 жаберные тычинки. В спинном плавнике 10 колючих и 13—15 мягких лучей. В анальном плавнике 3 колючих и 14—16 мягких лучей. Хвостовой плавник с небольшой выемкой или полулунный. Чешуя покрывает большую часть головы и тела до основания хвостового плавника. Чешуя модифицирована, задняя часть приподнята в виде отдельного фланца с шипиками как на поверхности, так и на заднем крае. В боковой линии от 71 до 84 прободённых чешуй. Вертикальных рядов чешуек (от начала спинного плавника до анального отверстия) от 49 до 59. Плавательный пузырь с парой передних и задних выступов, первые связаны со специализированными углублениями в задней части черепа.
Тело, голова и радужная оболочка глаза красного цвета. Окраска может изменяться на серебристо-белую с рисунком из широких красноватых полос на голове и теле. Иногда вдоль боковой линии проходит ряд небольших тёмных пятен. Плавники от красного до светло-розового цвета с тёмным пигментом на перепонках спинного, анального и хвостового плавников. Чёрное пятно обычно присутствует у основания брюшных плавников.
Максимальная длина тела 50 см, обычно до 35 см; масса тела — до 2,9 кг.

## Образ жизни
Морские бентопелагические рыбы. Обитают на континентальном шельфе у скалистых и коралловых рифов на глубине от 10 до 250 м. Предпочитают внешние склоны рифов. Иногда образуют небольшие стаи. Питаются мелкими рыбами, полихетами и ракообразными. Ведут ночной образ жизни.

## Ареал
Широко распространены в Атлантическом океане. Западная Атлантика: от Массачусетса вдоль побережья США до Бермудских и Багамских островов, включая Мексиканский залив и Карибское море. Далее на юг вдоль побережья Южной Америки до севера Аргентины. Молодь иногда встречается до Новой Шотландии, однако не выживает в зимние месяцы. Восточная Атлантика: от Марокко до севера Анголы, включая Канарские и Азорские острова, Кабо-Верде, Мадейру и Сан-Томе и Принсипи. Обычны в Средиземном море.